# Bitwa o Charków (1941)

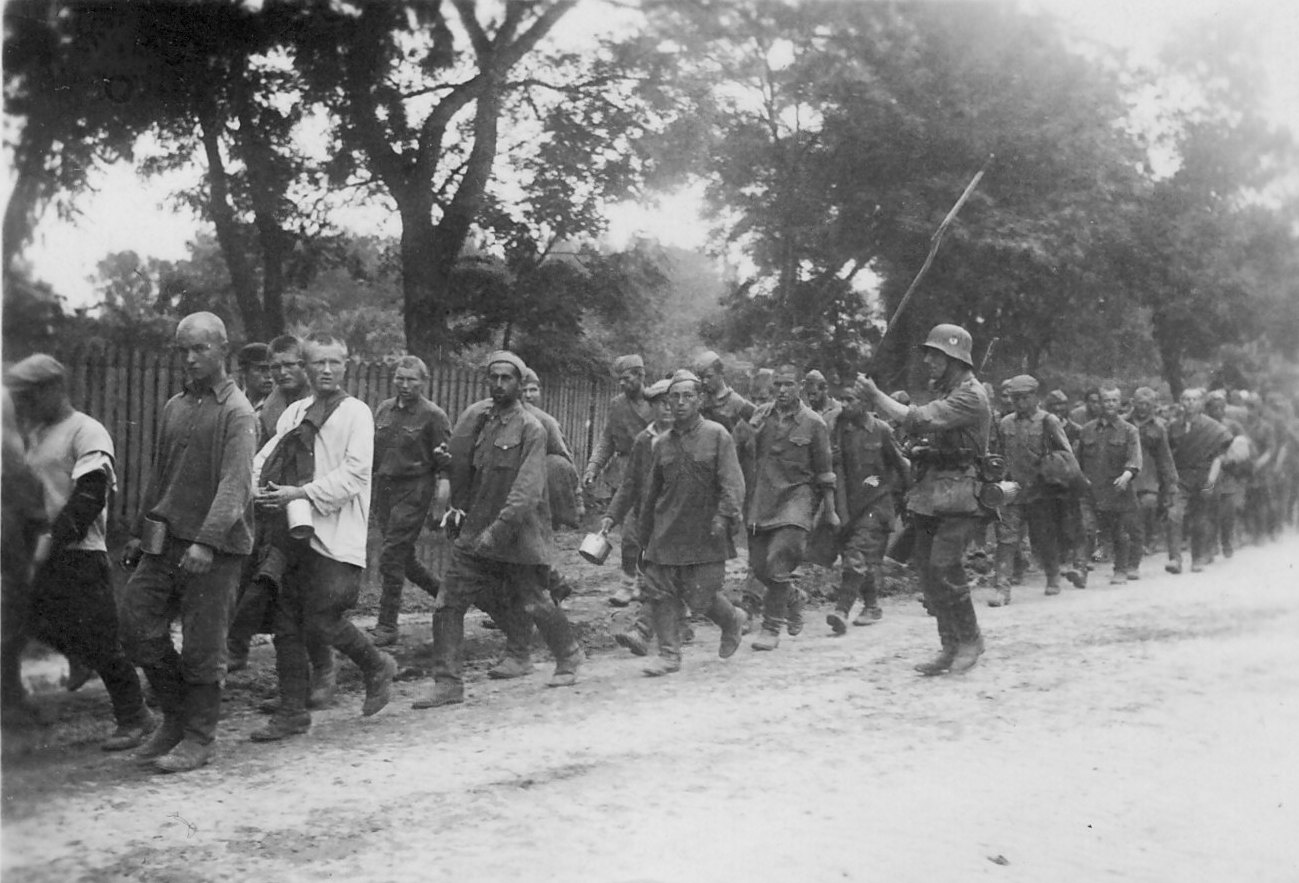
Sowieccy jeńcy wzięci do niewoli przez Wehrmacht w czasie letniej kampanii 1941 r.

Bitwa o Charków (także pierwsza bitwa o Charków, operacja charkowska 1941 roku oraz sumsko-charkowska operacja obronna ) – bitwa stoczona pomiędzy wojskami radzieckimi a niemieckimi na froncie wschodnim II wojny światowej w ostatniej fazie operacji Barbarossa w dniach 1–29 października 1941 r. Charków, miasto o ogromnym znaczeniu przemysłowym, był broniony przez radziecką 38 Armię Frontu Południowo-Zachodniego Armii Czerwonej. Bitwa zakończyła się zdobyciem miasta przez 6 Armię Grupy Armii Południe Wehrmachtu, jednak wcześniej radzieckie władze zdążyły ewakuować większość urządzeń fabrycznych koleją lub zniszczyć je.

## Tło wydarzeń
W wyniku rozgromienia głównych sił radzieckiego Frontu Południowo-Zachodniego w kotle kijowskim, wojska niemieckiej Grupy Armii Południe dotarły do linii Worożba–Hadziacz–Połtawa–Krasnohrad do 20 września 1941 r. W sowieckich liniach obronnych powstała szczelina o szerokości do 100 kilometrów, a resztki sił Frontu Południowo-Zachodniego próbowały odtworzyć linię frontu i zlikwidować lukę. Oddziały Grupy Armii Południe przejęły inicjatywę i wyprzedziły wojska radzieckie pod względem szybkości podejmowania decyzji, koordynacji działań oraz zwrotności. Ponieważ niemieckie dowództwo, zgodnie z Dyrektywą nr 35 Oberkommando der Wehrmacht, starało się zwolnić czołgi i formacje zmotoryzowane do ofensywy w kierunku Moskwy, postęp wojsk niemieckich w tym sektorze znacznie zwolnił. Ponadto duża liczba jednostek artyleryjskich i inżynieryjnych Rezerw Naczelnego Dowództwa została przeniesiona ze składu Grupy Armii Południe na rzecz Grupy Armii Środek, która prowadziła atak na Moskwę.
Kosztem ogromnych wysiłków i ciężkich strat, radzieckie dowództwo było w stanie przywrócić przerwaną linię frontu. Z resztek żołnierzy byłego Frontu Południowo-Zachodniego, rezerw Stawki oraz sił przerzuconych z Frontu Południowego utworzono nowy Front Południowo-Zachodni, dowodzony przez marsz. Siemiona Timoszenkę.

## Wartość regionu przemysłowego Charkowa

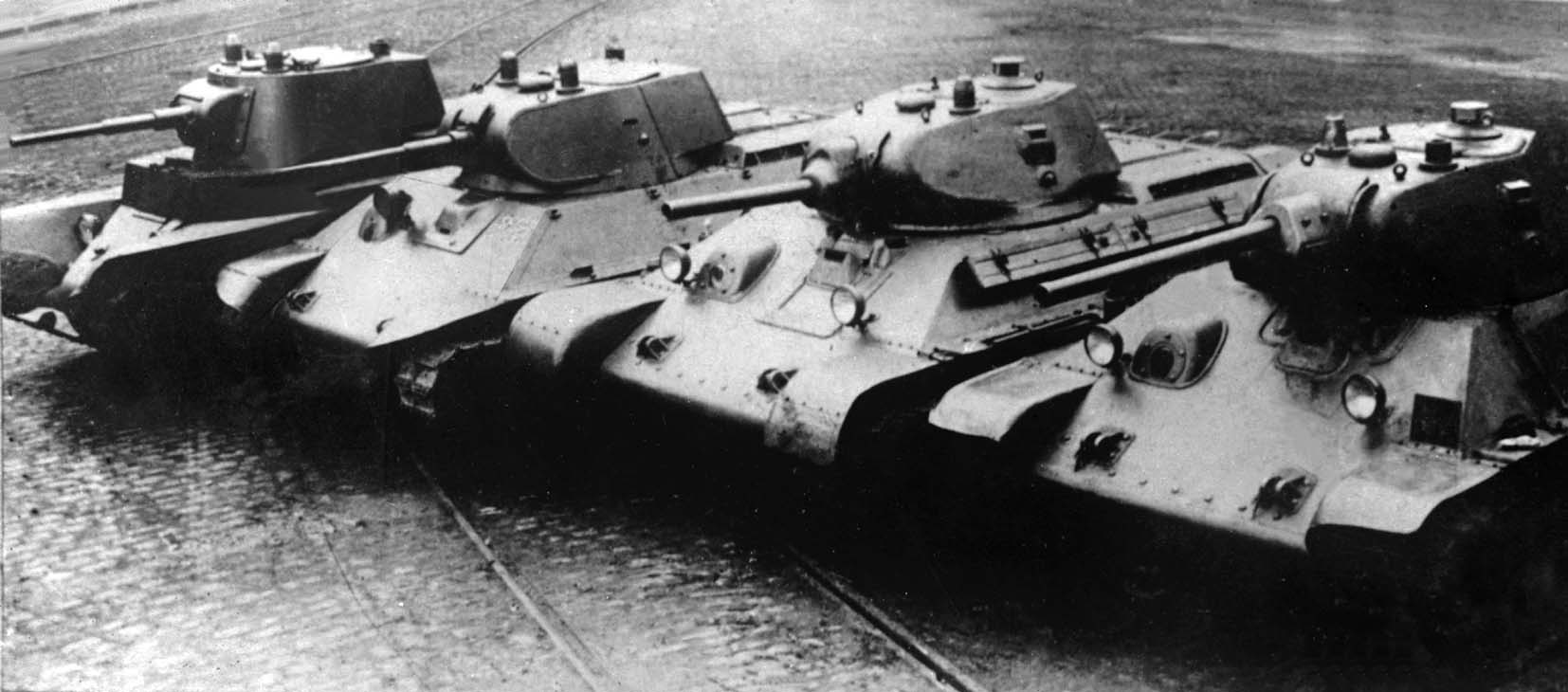
Czołgi wyprodukowane w Charkowskim Zakładzie Produkcji Silników Parowych im. Kominternu, największym zakładzie przemysłowym w ZSRR: BT-7, A-20 i T-34

Pod koniec XIX wieku miasto Charków przekształciło się w duże centrum przemysłowe Imperium Rosyjskiego. Wraz z rozwojem transportu kolejowego stał się również największym węzłem tranzytowym regionu. W latach 1917–1934 Charków był stolicą Ukraińskiej SRR, co zaowocowało dalszym rozwojem miasta.
W czasach pierwszych pięciolatek, w okresie uprzemysłowienia, w mieście i regionie powstało kilka największych przedsiębiorstw przemysłowych o znaczeniu ogólnozwiązkowym. W rezultacie do maja 1941 r. Charków był największym miastem na Ukrainie z populacją wynoszącą 901 tys. osób (w tym samym czasie mieszkało w Kijowie 846 tys. ludzi), a trzecim w całym ZSRR, po Moskwie i Leningradzie, z rozwiniętą infrastrukturą przemysłową, wojskowo-przemysłową i transportową. Będąc największym węzłem komunikacyjnym w Europie Wschodniej, miasto dysponowało dużą koncentracją ludności i potężnymi zasobami mobilizacyjnymi.

### Charków jesienią 1941 r.
Miasto było siedzibą sztabu Charkowskiego Okręgu Wojskowego. Jesienią 1941 r. okręg ten obejmował obwody: charkowski, stalinski, woroszyłowgradzki i sumski, w których przed wojną mieszkało około 30% ludności Ukraińskiej SRR. Od czerwca do listopada 1941 r. zmobilizowano tam do Armii Czerwonej ponad 900 000 ludzi, w tym około 300 000 we wrześniu i listopadzie. Na terenie okręgu działała Akademia Kwatermistrzowska Armii Czerwonej i szereg szkół wojskowych: wojsk pancernych, piechoty (Charków i Ochtyrka), medyczna, łączności, wojskowo-polityczna, artylerii (Charków i Sumy), wojsk inżynieryjnych, zmechanizowanych, powietrznych oraz szkoły wojskowe NKWD.
Jesienią 1941 r. w regionie przemysłowym Charkowa skoncentrowano kilka strategicznie ważnych przedsiębiorstw:
- Charkowski Zakład Produkcji Silników Parowych im. Kominternu – największa fabryką czołgów w ZSRR (około 80% całej krajowej produkcji czołgów T-34)[12], a ponadto jedyne w kraju przedsiębiorstwo produkujące silniki Diesla do czołgów i ciągników artyleryjskich. Zakład produkował także lokomotywy i ciągniki artyleryjskie Komintern oraz Woroszyłowiec[13].
- Charkowski Zakład Lotniczy – wiodące przedsiębiorstwo w produkcji bombowców Su-2[14].
- Charkowska Fabryka Traktorów – największe przedsiębiorstwo w ZSRR produkujące ciągniki gąsienicowe i kołowe. Od początku wojny był wykorzystywany jako zakład naprawczy dla czołgów, trwały również przygotowania do produkcji w nim czołgów lekkich T-60.
- Charkowski Kombinat NKWD – stworzona na podstawie Komuny Dziecięcej im. F.E. Dzierżyńskiego firma specjalizująca się w produkcji celowników optycznych do karabinów wyborowych i optyki lotniczej. Co trzeci celownik snajperski wyprodukowany w 1941 r. wyszedł z zakładów w Charkowie[15].

Wraz z wybuchem wojny wszystkie mniejsze przedsiębiorstwa przemysłu charkowskiego zostały ponownie ukierunkowane na produkcję wojskową. Asortyment obejmował moździerze 82 mm i 120 mm, pistolety maszynowe PPSz, amunicję do broni wszelkiego kalibru i innego rodzaju sprzęt wojskowy.
Na początku wojny w Charkowie skoncentrowano 70 instytutów badawczych, biur projektowych i laboratoriów o różnych profilach. Biuro projektowe Charkowskiego Zakładu Produkcji Silników Parowych było liderem w dziedzinie budowy czołgów, Instytut Giprostal był głównym projektantem 45 zakładów metalurgicznych, a Ukraiński Instytut Fizyki i Technologii prowadził badania w dziedzinie fizyki jądrowej. W 1940 r. specjaliści z instytutu złożyli wniosek o pozwolenie na prace nad wynalezieniem bomby atomowej, a także nad metodami wzbogacania uranu.
Jesienią 1941 r. Charków był największym strategicznym węzłem kolejowym, drogowym i lotniczym. Łączył nie tylko zachodni i wschodni oraz północny i południowy kraniec Ukrainy, ale także kierunki na południowy wschód i północny wschód z całą europejską częścią ZSRR na południe od Moskwy. Przez Charków przebiegała linia kolejowa, łącząca centralne regiony ZSRR z Krymem, Kaukazem, Ukrainą Naddnieprzańską i Donbasem. Sieć lotnisk składała się z lotnisk stacjonarnych i polowych. Największym z nim było lotnisko Aerofłotu, z betonowymi pasami startowymi umożliwiającymi lądowanie dowolnego typu samolotu przy każdej pogodzie. Rozwinięta była także sieć dróg, choć przeważały drogi gruntowe. Jedyna autostrada o znaczeniu krajowym Moskwa–Kursk–Charków była rokadą (biegła równolegle do linii frontu i dawała żołnierzom możliwość szybkiego manewrowania wzdłuż niej). Ze względu na swoje znaczenie węzeł komunikacyjny w Charkowie był równy węzłowi moskiewskiemu.
Po utracie Kijowa przez Charków ewakuowano także wyższe partyjne i państwowe organy Ukraińskiej SRR.

### Rejon przemysłowy Charkowa w planach niemieckiego dowództwa
Szczególnie znaczenie regionowi przemysłowemu Charkowa przypisywało najwyższe kierownictwo III Rzeszy. W sierpniu i wrześniu 1941 r. Adolf Hitler kilkakrotnie podkreślał wartość potencjału przemysłowego Charkowa: 

Drugim pod względem ważności dla wroga obszarem jest południe Rosji, w szczególności Zagłębie Donieckie, zaczynając od regionu Charkowa. Znajduje się tam cała baza rosyjskiej gospodarki. Zajęcie tego obszaru nieuchronnie doprowadziłoby do upadku całej rosyjskiej gospodarki

Utrata takich ośrodków przemysłowych, jak Sankt Petersburg i Charków, byłaby równoznaczna z kapitulacją

Od końca lipca 1941 r. Charków został poddany masowym atakom lotniczym Luftwaffe. Głównymi celami były obiekty kolejowe i wojskowe, obszary mieszkalne miasta oraz magazyny gotowych wyrobów najważniejszych przedsiębiorstw. Same fabryki pozostały praktycznie nienaruszone – Niemcy wyraźnie dążyli do utrzymania bazy produkcyjnej regionu przemysłowego Charkowa w celu jego wykorzystania na własne potrzeby.
Duże znaczenie Niemcy przywiązywali do Charkowa również jako do węzła transportowego, który kontrolował strategiczne kierunki Moskwy i Kaukazu. Posiadanie tego węzła umożliwiłoby nie tylko zablokowanie nieprzyjacielowi najkrótszej trasy transportu kaukaskiej ropy, ale także umożliwiłoby wykorzystanie go do przygotowania ataku sił Osi na obszary roponośne Kaukazu. Ponadto bliskość bogatych regionów rolniczych Ukrainy sprawiła, że Charków stał się centrum koncentracji zasobów żywnościowych, które planowano wysłać do Niemiec.

## Plany stron

Mapa działań wojennych na wschodniej Ukrainie, jesień 1941 r.

### Plany dla Grupy Armii Południe
Według Dyrektywy nr 34 OKW siły niemieckie z Grupy Armii Południe miały pchnąć głównie uderzenie w celu zajęcia Krymu, przemysłowych i węglowych regionów Charkowa i Donbasu oraz zablokować dostawy ropy z Kaukazu. Główne siły 1 Armii Pancernej i 11 Armii Wehrmachtu przegrupowały się do ofensywy w sektorze Frontu Południowego, do tego celu wydzielono również główne formacje 17 Armii. Plan przewidywał przeprowadzenie skoordynowanych ataków z okolic Krasnohradu i Perekopu w celu okrążenia i pokonania wojsk radzieckich w regionie Melitopola oraz w dalszej fazie zajęcia Krymu i Donbasu.
6 Armia feldmarszałka Waltera von Reichenau została przeznaczona do ofensywy na kierunku Sumy–Charków, a jej główne formacje były w drodze po likwidacji kotłów pod Kijowem. Wsparcie dla 6 Armii miało być zapewnione przez elementy 17 Armii. Przeprowadzając frontalne ataki, wojska niemieckie starały się przejąć Charków, trzecie co do wielkości centrum przemysłowe ZSRR. Ponadto, dzięki tej ofensywie, armia ta miała zabezpieczyć flanki Grup Armii Środek i Południe posuwających się w różnych kierunkach.

### Plany dla Frontu Południowo-Zachodniego
Dowództwo frontowe planowało swoje działania na podstawie zarządzenia Stawki nr 002374 w sprawie przekazania wojsk Frontu Południowo-Zachodniego do obrony w celu zapobieżenia zdobyciu przez przemysł wroga regionu przemysłowego Charkowa i Donbasu. Zgodnie z tym zarządzeniem dwie armie (21-sza i 38-ma) objęły kierunek na Charków, a 40 Armia na Sumy. Radziecka 6 Armia otrzymała polecenie likwidacji „występu krasnohradzkiego” utworzonego przez jednostki wroga w linii frontu, a 38 Armii, najliczniejszej i najsilniejszej w składzie frontu, otrzymała zadanie bezpośredniej obrony Charkowa.
Przewidując działania wroga na lewobrzeżnej Ukrainie,zarówno Stawka, Sztab Generalny, jak i dowództwo frontowe wierzyło, że główne uderzenie będzie skierowane w stronę Charkowa z regionów Połtawy i Krasnohradu. W związku z tym na tych obszarach prowadzono prace obronne i skoncentrowano nieliczne rezerwy. W samym mieście siły garnizonu i zaprzęgnięci do pracy miejscowi mieszkańcy przygotowywali pozycje obronne, które pozwoliły im na prowadzenie obrony okrężnej.
Od 16 września 1941 r., zgodnie z planem zatwierdzonym przez Państwowy Komitet Obrony ZSRR, rozpoczęła się ewakuacja przedsiębiorstw i ludności Charkowa oraz obwodu charkowskiego. Od końca września w mieście prowadzone były na pełną skalę specjalne działania w celu zniszczenia i zaminowania strategicznie ważnych obiektów i szlaków komunikacyjnych.

## Ewakuacja i utworzenie obrony węzła charkowskiego

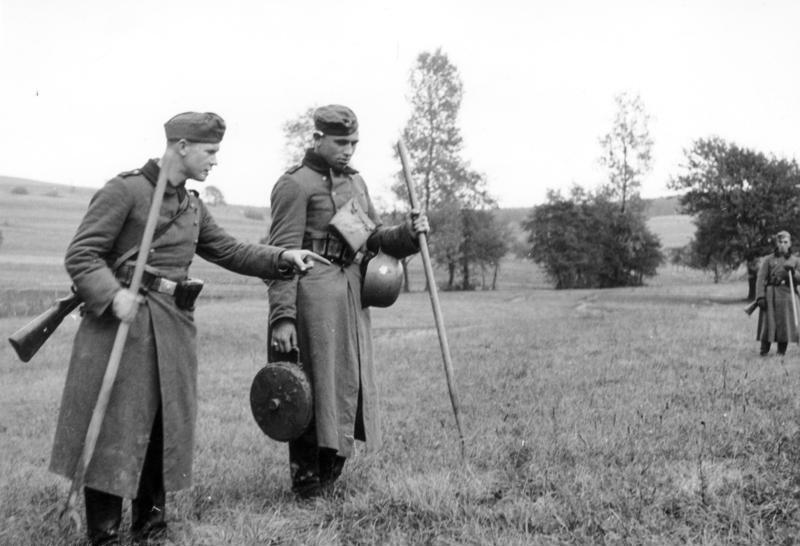
Podczas ofensywy na Charków wojska niemieckie musiały pokonać barierę 30 tysięcy min przeciwpancernych i min przeciwpiechotnych

16 września 1941 r., dzień po okrążeniu wojsk Frontu Południowo-Zachodniego w sektorze Kijowa, Państwowy Komitet Obrony ZSRR Dyrektywami nr 681 „W sprawie ewakuacji przedsiębiorstw Charkowa i regionu Charkowa” oraz nr 685 „W sprawie ewakuacji kobiet i dzieci z Charkowa” zatwierdził harmonogram i plan ewakuacji przedsiębiorstw oraz ludności miasta i jego przyboczności. 30 września 1941 r. decyzją Komitetu Obwodowego w Charkowie rozpoczęto ewakuację zwierząt gospodarskich, maszyn rolniczych i zbiorów. Nieco mniej niż miesiąc przewidywano na transfer całego przemysłu, rolnictwa i ludności.
Pierwszą w kolejności była ewakuacja największych strategicznych przedsiębiorstw: produkcji lokomotyw parowych, ciągników i samolotów. Charkowski Zakład Produkcji Silników Parowych został przeniesiony do Niżnego Tagiłu, Fabryka Silników nr 75 do Czelabińska, gdzie na bazie jej urządzeń został utworzony Tankograd, Charkowską Fabrykę Traktorów przeniesiono do Stalingradu, a Charkowski Zakład Lotniczy do Permu. Aby przyspieszyć tempo ewakuacji fabryk, zaangażowano do niej tramwaje miejskie: ich linie przebiegały przez tereny fabryk, tak że zdemontowany sprzęt został przetransportowany bezpośrednio do pociągów. W październiku rozpoczęto ewakuację pozostałych przedsiębiorstw. Do 20 października 1941 r. ewakuacja obiektów przemysłowych została praktycznie zakończona – 320 pociągów z wyposażeniem 70 dużych zakładów wysłano z Charkowa na tyły, tabor kolei południowej został wywieziony w całości.
Przeprowadzono również ewakuację rolnictwa: ponad 95% maszyn rolniczych, do 90% bydła i koni zostało wywiezionych z regionu. Wszystkie przedsiębiorstwa przemysłu spożywczego zlokalizowane w regionie (cukier, przetwórstwo mięsne, alkohol, młyny i fabryki chleba) przeniesiono w inne miejsce. Jednak uprawy buraków i ziemniaków oraz część zbóż pozostały niezebrane na polach.
Najbardziej dotkliwym problemem była ewakuacja ludności. Odprawy osób prowadzono centralnie na wniosek przedsiębiorstw i organizacji za pośrednictwem wydziałów ewakuacyjnych miejskich i partyjnych organów władzy Charkowa. Przede wszystkim ewakuowano kadry partyjne i kierownicze, specjalistów, wykwalifikowanych pracowników, pracowników naukowych i medycznych, a także członków ich rodzin. Wśród tych, którzy nie otrzymali pozwolenia na ewakuację, było wielu pracowników fizycznych i funkcjonariuszy struktur siłowych, nauczycieli oraz pracowników kultury. Ewakuacja żydowskiej części ludności miasta nie była koordynowana centralnie, co umożliwiło wielu badaczom oskarżanie radzieckiej administracji o współudział w tragedii Drobyckiego Jaru . Niemniej jednak ponad 90% Żydów opuściło Charków w czasie okupacji. W rzeczywistości to wdrożenie dekretu Państwowego Komitetu Obrony w sprawie ewakuacji kobiet i dzieci z Charkowa zostało najbardziej zakłócone. W efekcie w czasie okupacji miasta kobiety, osoby starsze i dzieci stanowiły razem 78% ludności, a same kobiety ponad 60%. W sumie do 20 października 1941 r. z Charkowa ewakuowano 56 pociągów sanitarnych i 225 pociągów osobowych. Niewielkiej liczbie mieszkańców udało się opuścić Charków wraz z wycofującymi się żołnierzami radzieckimi, mijając samochody i konie.
Pod koniec września 1941 r. Państwowy Komitet Obrony ZSRR podjął decyzję o wdrożeniu, w przypadku opuszczenia Charkowa i okolic, szeregu specjalnych środków w celu wyłączenia z użytku pozostałych na miejscu przedsiębiorstw przemysłowych i spożywczych, centrów kolejowych i komunikacyjnych, mostów, linii komunikacyjnych, elektrowni i innych ważnych obiektów miejskich wysadzając, podpalając i zaminowując je. Poza Charkowem podobne środki przez cały okres wojny niemiecko-radzieckiej zastosowano tylko w Moskwie, Leningradzie i Kijowie. 27 września 1941 r. zadanie to zostało wyznaczone przez Sztab Generalny pułkownikowi wojsk inżynieryjnych Ilji Starinowowi. Aby je wykonać, Starinow utworzył grupę inżynieryjno-operacyjną, a po przybyciu do Charkowa powierzono mu zarządzanie wszystkimi operacjami saperskimi przy Froncie Południowo-Zachodnim, w tym zaminowanie węzła charkowskiego i linii obronnych. Pułkownikowi podlegało pięć batalionów wojsk inżynieryjnych, pododdziały trzech brygad kolejowych oraz pięć samodzielnych kompanii miotaczy ognia. Kwatera główna frontu przeznaczyła na ten cel ponad 110 ton materiałów wybuchowych, a także 30 000 min przeciwczołgowych i przeciwpiechotnych. Ponadto zamierzano zastosować miny sterowane radiowo oraz miny z zapalnikami czasowymi. W tym celu charkowskie przedsiębiorstwa zorganizowały produkcję kadłubów min przeciwpiechotnych i przeciwpancernych (wykonano 6000 sztuk), min-pułapek (2000 sztuk) oraz wyposażenia pomocniczego. Operacja była nadzorowana przez członka Rady Wojskowej Frontu Południowo-Zachodniego, pierwszego sekretarza Komitetu Centralnego Komunistycznej Partii (bolszewików) Ukrainy Nikitę Chruszczowa.
W regionie Charkowa założono ponad 30 000 min przeciwpancernych i przeciwpiechotnych, około 2000 min z opóźnionym zapłonem, około 1000 min-pułapek i ponad 5000 atrap min. Minowanie prowadzono na mostach, drogach i torach kolejowych w następujących kierunkach: Krasnograd–Charków, Połtawa–Charków, Bohoduchiw–Charków, Charków–Biełgorod, Sumy–Biełgorod. Zaminowano hangary, budynki lotnisk i pasy startowe na wszystkich lotnisk przylegających do miasta. Bezpośrednio w mieście zaminowano i zniszczono centralę telefoniczną, elektrownie, sieci wodno-kanalizacyjne, miejskie centralne ogrzewanie, urządzenia torowe i dworcowe węzła kolejowego w Charkowie. Warsztaty i hale fabryczne wszystkich dużych przedsiębiorstw miasta zostały zniszczone, nieewakuowany sprzęt uszkodzono lub zaminowano. Korzystając z min sterowanych radiowo, zostały również zaminowane kopalnie Chołodnogorski i Usowski, most kolejowy, kilka rezydencji w centrum Charkowa (jako miejsce spodziewanego rozmieszczenia niemieckiej kwatery głównej), a w samym mieście zainstalowano ponad 350 min z opóźnionym zapłonem i min-pułapek.
W wyniku ewakuacji i podjętych działań Charków został pozbawiony strategicznego znaczenia jako największe centrum przemysłowe i transportowe, przygotowany do poddania wrogowi ze zniszczoną infrastrukturą przemysłową, miejską oraz transportową. Według szacunków specjalistów z hitlerowskiego Ministerstwa Rzeszy do spraw Okupowanych Terytoriów Wschodnich, uczynionych po zajęciu miasta, w samym tylko Charkowie został zniszczony przemysł o wartości ponad 30 milionów rubli radzieckich.

## Działania bojowe

### 1–15 października

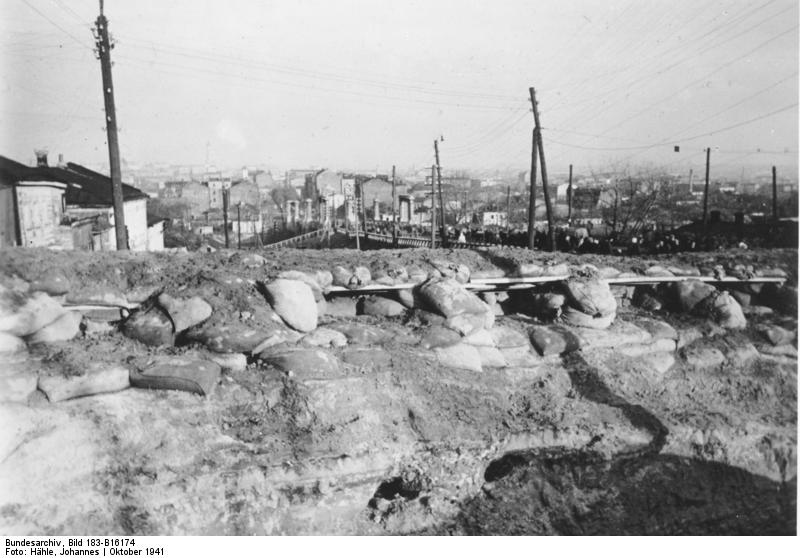
Radzieckie umocnienia obronne przed strategicznym wiaduktem Swierdłowskim na Zimnej Górze, październik 1941 r.

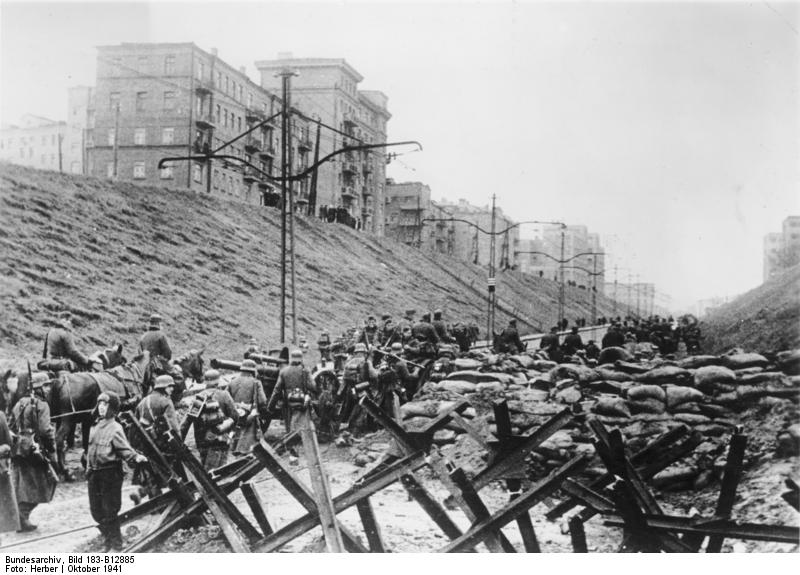
Barykady i jeże przeciwpancerne na zejściu Passionarii, październik 1941 r.

Charków został odcięty od bezpośredniej komunikacji z armiami Armii Czerwonej w centrum frontu radziecko-niemieckiego oraz z Moskwą w nocy z 30 września na 1 października 1941 r. Wehrmacht przeciął linię kolejową i autostradę Moskwa–Symferopol w rejonie między Orłem a Kurskiem. Ostatnim „konwojem” do Charkowa była kolumna pułkownika Starinowa, który miał za zadanie wysadzić Charków. Od 1 do 25 października miasto komunikowało się z centralnymi regionami kraju okrężną drogą przez Woroneż–Kupiańsk.
Pod koniec września 1941 r., zgodnie z zarządzeniem dowództwa Frontu Południowo-Zachodniego, wszystkie armie frontu, oprócz formacji 6 Armii, ustanowiły linie obronne. 6 Armia gen. Rodiona Malinowskiego przeprowadziła wówczas czynne działania ofensywne w rejonie Krasnohradu w celu wyzwolenia miasta i odcięcia osamotnionej grupy wroga w występie frontu. Zacięte walki na tym obszarze trwały do 5 października 1941 r., ale pomimo wysiłków wojsk radzieckich jednostki LII i XLIV Korpusu Armijnego Wehrmachtu były w stanie utrzymać swoje pozycje. W pozostałych częściach frontu prowadzono także działania wojenne o znaczeniu lokalnym. Na kierunku Połtawy 76 Dywizja Strzelców Górskich 38 Armii znalazła się w trudnej sytuacji, kiedy nadal utrzymując swoją pozycję w rejonie Czutowa znalazła się w półkolu otoczona z trzech stron siłami wroga. Na podstawie oceny bieżącej sytuacji marsz. Siemion Timoszenko, który był koordynatorem działań Frontów Południowo-Zachodniego i Południowego, skoncentrował się na wzmocnieniu obrony w kierunkach na Krasnohrad i Połtawę. 6 Armia otrzymała znaczne posiłki kosztem Frontu Południowego, gdzie osłabiono inne sektory obrony.
W dniach 27–30 września wojska niemieckie stacjonujące na terytorium Ukrainy rozpoczęły nową ofensywę, przeprowadzając operacje uzgodnione w terminach na odcinkach Frontu Briańskiego i Południowego. 1 Grupa Pancerna gen. Ewalda von Kleista przedarła się przez obronę osłabionego Frontu Południowego w regionie Dniepropietrowska i weszła w przestrzeń operacyjną. W rezultacie otoczono szereg jednostek i formacji 9 i 18 Armii Frontu Południowego. W tym samym czasie 2 Grupa Pancerna gen. Heinza Guderiana, przełamując obronę na styku Frontów: Briańskiego i Południowo-Zachodniego, rozpoczęła ofensywę w kierunku Orła. Trzy armie Frontu Briańskiego zostały otoczone, a 3 października 1941 r. niemieckie czołgi wtargnęły do Orła, przecinając strategiczną autostradę Charków–Moskwa i stwarzając bezpośrednie zagrożenie dla stolicy ZSRR.
W wyniku ofensywy niemieckiej wojska Frontu Południowo-Zachodniego zostały schwytane manewrem okrążającym z obu flanek: wróg wbił się głęboko w obronę sąsiednich frontów na głębokość 60-200 kilometrów, a komunikacja z sąsiednimi formacjami została utracona. W tych warunkach dowództwo Frontu Południowo-Zachodniego zdecydowało 6 października 1941 r. wycofać armie prawej flanki (40. i 21.) 45–50 km do linii Sumy–Ochtyrka–Kotelwa, aby osłonić Biełgorod i północne podejście do Charkowa. Odwrót wojsk radzieckich odbył się w warunkach energicznego pościgu wroga, który zadał uderzenie w tył wycofujących się formacji, stwarzając zagrożenie ich okrążeniem. W rezultacie XXIX Korpus Armijny Wehrmachtu natychmiast dostał się do Sum, a LI Korpus zdobył Ochtyrkę. Planowaną linię odwrotu zajął wróg, który zmusił wojska radzieckie do wycofania się jeszcze dalej na wschód. Korzystając z tego, XVII Korpus Armijny 6 Armii niemieckiej uderzył w stawy 21 i 38 Armii i zadając ciężkie straty, przedarł się przez radziecką obronę. Prawa flanka 38 Armii była zdezorganizowana, Niemcy zdobyli Bohoduchiw i stworzyli bezpośrednie zagrożenie dla Charkowa z północy.
Sytuacja w południowym sektorze Frontu Południowo-Zachodniego również gwałtownie się pogorszyła: 7 października, przełamując obronę na styku 38 i 6 Armii radzieckiej, główne siły 17 Armii Wehrmachtu rozpoczęły ofensywę. Wojska niemieckie zajęły najważniejsze węzły kolejowe Łozowa i Błyzniuky, przecięły linię komunikacyjną Charków–Rostów i przejęły kontrolę nad przeprawą przez Doniec. 6 Armia, która straciła kontakt z sąsiednimi armiami, była zagrożona okrążeniem. Trzy dywizje 10 Armii Rezerwowej, utworzone w Donbasie, zostały wysłane w ten sektor, a formacje 6 Armii miały za zadanie wycofać się 40-50 kilometrów na wschód. Podążając za wycofującymi się wojskami radzieckimi, XI Korpus Armijny Wehrmachtu posuwał się wzdłuż autostrady Krasnohrad–Charków, obejmując miasto ruchem szczypcowym od południa.
Do 15 października wojska Frontu Południowo-Zachodniego zajęły obronę wzdłuż linii Krasnopole–Bohoduchiw–Wałky–rzeka Doniec. Większość dywizji strzeleckich Frontu Południowo-Zachodniego została zredukowana do siły pułku, a napływające uzupełnienia bez żadnego przeszkolenia były natychmiast po dotarciu w strefę przyfrontową rzucane do walki w częściach, co doprowadziło do kolosalnych strat. Stabilność obrony została przywrócona dzięki brygadom pancernym, które jako ruchoma rezerwa były przerzucane na najbardziej zagrożone obszary. Ta taktyka pozwoliła uniknąć głębokich wyłomów w obronie przez wroga, ale została osiągnięta za cenę dużych strat i rozdzielenia doświadczonego personelu oraz sprzętu wojskowego. W połowie października dwie brygady pancerne ze składu frontu musiały zostać przeniesione do strefy walki sąsiedniego Frontu Południowego, gdzie sytuacja stała się krytyczna.
Wojska niemieckie konsekwentnie trzymały inicjatywę i umiejętnie manewrowały, koncentrując większe siły w celu przebicia się przez obronę radziecką w miejscach styku obszarów odpowiedzialności armii. W rezultacie do 15 października jednostki Wehrmachtu zbliżyły się do Charkowa na odległość 50 kilometrów i mogły zaatakować miasto jednocześnie z trzech kierunków. Elementy 38 Armii przygotowały się do obrony miasta, opierając się na wzniesionym wokół niego ufortyfikowanym obszarze. Zewnętrzny kontur obrony został wyposażony w ciągłe linie okopów o łącznej długości do 40 kilometrów, ponad 250 dział oraz około 1000 bunkrów i blindaży, a także do 3000 jeży i rowów przeciwpancernych. 12-kilometrowy odcinek na zachodnich obrzeżach miasta został pokryty podłączonym do prądu drutem kolczastym. W samym mieście, na głównych ulicach, zbudowano kilkaset barykad przy użyciu ponad czterystu pojazdów transportu publicznego. Zaminowano także 43 mosty miejskie, wcześniej zniszczono ponad dziesięć mostów o mniejszym znaczeniu.
Według relacji uczestników bitwy, Charków był dobrze przygotowany do obrony, także w warunkach okrążenia i mógł być utrzymywany przez długi czas. Dane te potwierdzają raporty wywiadu LV Korpusu Armijnego Wehrmachtu, informujące o gotowości wojsk radzieckich do obrony miasta do ostatniego człowieka. Sytuacja zmieniła się dramatycznie wieczorem 15 października wraz z otrzymaniem Dyrektywy nr 31 Stawki, która nakazała wycofanie oddziałów frontowych do linii Kastornoje–Stary Oskoł–Wałujki–Kupiańsk–Czerwony Łyman i z dostępem do tej linii, aby wycofać do rezerwy pierwszoliniowej co najmniej sześć dywizji piechoty i dwa korpusy kawalerii.
Decyzja Stawki była spowodowana katastrofalną sytuacją, która rozwinęła się w strefie obrony sąsiednich Frontów oraz szybkim tempem niemieckiej ofensywy w kierunku Moskwy.

### 16–22 października

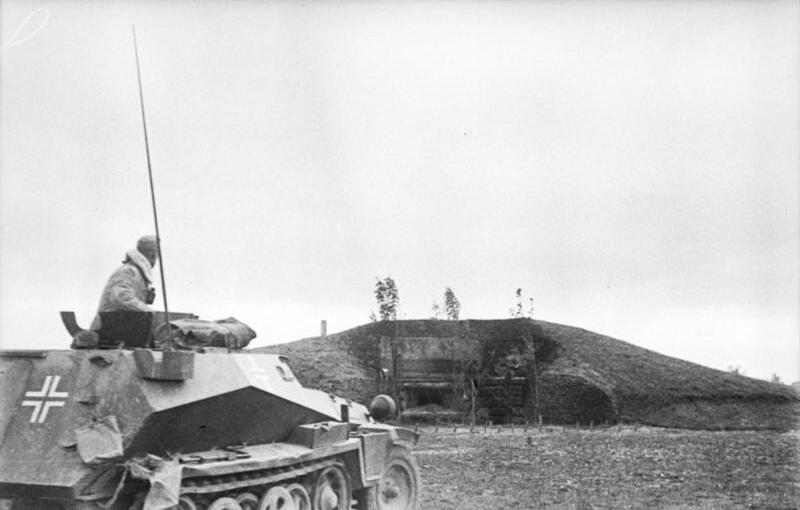
Przełamując obronę wojsk radzieckich, jednostki 6 Armii Wehrmachtu zbliżały się do Charkowa

Zgodnie z dyrektywą w sprawie sztabu dowództwo frontowe wydało dowództwu wojska rozkaz wycofania wojsk do 20 października 1941 r. na linię obrony Obojań–Biełgorod–Merefa–Zmijiw–Bałaklija–Barwinkowe. Wycofanie formacji frontowych przeprowadzono w trzech różnych kierunkach operacyjnych: biełgorodzkim (40 i 21 Armia),  charkowskim (38 Armia) oraz iziumskim (6 Armia). W rezultacie wycofująca się 38 Armia rozciągnęła czoło obrony o 50 kilometrów, wydłużając prawą i lewą flankę. Ponadto armia została osłabiona z powodu przeniesienia trzech dywizji i dwóch brygad czołgów na Front Rezerwowy. Przeciwnie, wojska niemieckie po przegrupowaniu skoncentrowały siły uderzeniowe 6 i 17 Armii na kierunku charkowskim. Jeśli wycofanie pozostałych armii Frontu Południowo-Zachodniego nastąpiło w warunkach nieznacznego sprzeciwu wroga, to formacje 38 Armii zostały poddane energicznemu pościgowi. Zgodnie z harmonogramem frontowej kwatery głównej 38 Armia miała utrzymać swoje pozycje 30-40 kilometrów od Charkowa do 23 października, pomagając w zakończeniu ewakuacji i zaminowaniu miasta.
Plany radzieckiego dowództwa zostały jednak zrewidowane przez wojska niemieckie: w dniach 19–20 października części LV Korpusu Armijnego zdobyły kluczowy punkt obrony Lubotyn, a wysunięte patrole dotarły na przedmieścia Charkowa – Pokotyłowkę i Pesoczyn. Próba pośpiesznie zorganizowanego radzieckiego kontrataku w celu opanowania sytuacji nie powiodła się. Następnego dnia, korzystając z niespójności odwrotu formacji 38 Armii, 101 Dywizja Lekka Wehrmachtu zajęła Dergacze, a Zmijiw część XI Korpusu Armijnego 17 Armii. Charków znalazł się w półkolu, otoczony z trzech stron przez wroga. Wycofujące się jednostki radzieckie: 76 Dywizja Strzelców Górskich i 300 Dywizja Strzelecka zostały wyparte z miasta, kolejno na północ i południe, tworząc wyłom w obronie. Do bezpośredniej obrony Charkowa pozostały tylko siły garnizonu. Wojska niemieckie mogły swobodnie zajmować podmiejską linię obrony. Aby temu zapobiec, dowódca 38 Armii nakazał 216 Dywizji Piechoty, głównej jednostce garnizonu charkowskiego, opuścić miasto i przygotować się do obrony, przechodząc do rejonu Peresiczne. Podczas nocnego marszu dywizja składająca się ze słabo wyszkolonych rekrutów była zdezorganizowana: jeden z pułków zaginął i został znaleziony dopiero po półtora dnia, a po kilku godzinach otrzymano rozkaz powrotu na pierwotne pozycje. W rezultacie związek operacyjny, który spędził ponad dobę na koncentracji, wyraźnie stracił skuteczność bojową. Ponadto podczas marszów w dniach 19–20 października nawet 30% personelu opuściło dywizję. Do końca dnia 20 października wojska niemieckie dotarły na obrzeża Charkowa, a oddziały radzieckie nie miały solidnej linii obrony. Tego samego dnia kwatera główna Frontu Południowo-Zachodniego otrzymała instrukcje od zastępcy szefa Sztabu Generalnego, gen. Aleksandra Wasilewskiego, aby utrzymać region Charkowa przez dwa do trzech dni.
W tych warunkach dowództwo 38 Armii przejęło bezpośrednie kierownictwo obrony miasta, podporządkowując sobie kwaterę główną obrony Charkowa, kierowaną przez gen. Iwana Marszałkowa. W praktyce doprowadziło to do tego, że jednostki radzieckie broniące miasta czasami otrzymywały sprzeczne rozkazy jednocześnie z dwóch centrów dowodzenia – dowództwa armii i dowództwa garnizonu w Charkowie. Sytuację dodatkowo pogarszał fakt, że gdy wróg zbliżył się do Charkowa, wysadzono elektrownie (w tym linie energetyczne, pod które podpięty był drut kolczasty), wodociągi i miejską centralę telefoniczną. Ponieważ garnizon w Charkowie nie był wyposażony we własny sprzęt radiokomunikacyjny, kierownictwo obrony miasta zostało pozbawione możliwości szybkiego uzyskiwania meldunków i bezpośredniego dowodzenia żołnierzami podczas walk.
21 października wojska niemieckie przegrupowały się przed decydującym atakiem na Charków. O zajęciu miasta miały zdecydować siły LV Korpusu Armijnego 6 Armii, do którego przydzielono 101 Dywizję Lekką i 239 Dywizję Piechoty, przydzielono także ciężkie jednostki artylerii. Aby udaremnić przygotowania nieprzyjaciela do ofensywy, 22 października wojska radzieckie nieoczekiwanie rozpoczęły kontratak siłami 57 Brygady NKWD i dwóch pułków 216 Dywizji Strzeleckiej na kierunku Kurjażanka–Pesoczyn. Zaciekłe walki trwały przez cały dzień, a wieczorem wojska radzieckie wycofały się na swoje pozycje wyjściowe. W wyniku działań jednostek garnizonowych wróg poniósł straty, jednak nie udało się zapobiec atakowi na Charków zaplanowanemu na 23 października.

### 23–25 października

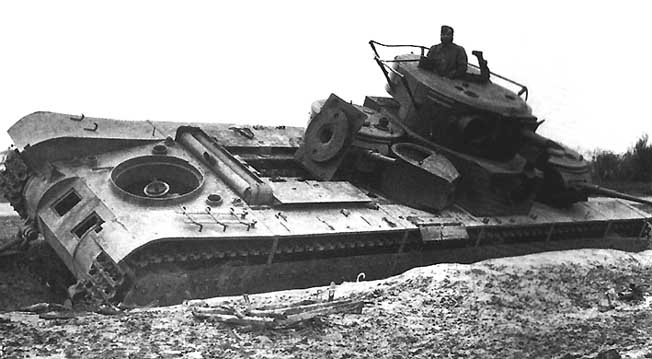
W walkach o Charków jesienią 1941 r. po raz ostatni zostały użyte czołgi ciężkie T-35

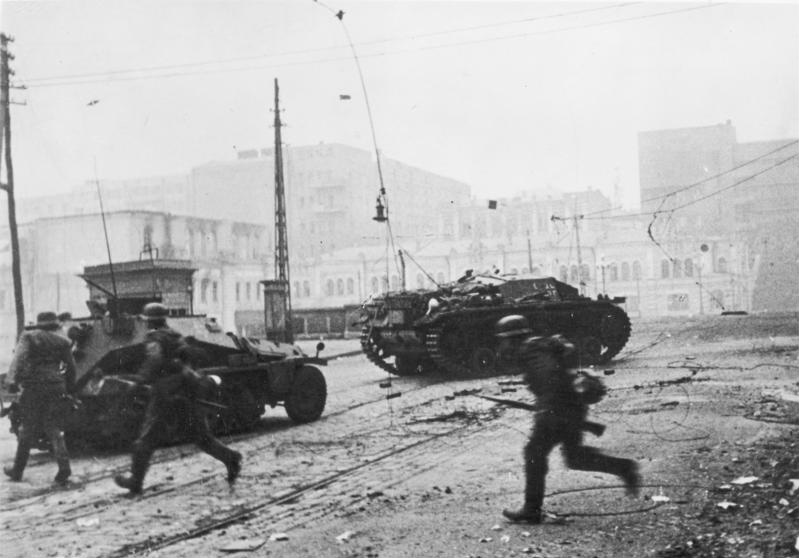
Walki o Most Łopański w Charkowie, 24 października 1941 r.

Ofensywa została zaplanowana przez dowództwo LV Korpusu Armijnego Wehrmachtu na godzinę 12:00 czasu berlińskiego i miała zostać przeprowadzona przez trzy dywizje, jedna dywizja pozostawała w rezerwie. Główny cios zadała 57 Dywizja Piechoty, która przeprowadziła frontalną ofensywę z kierunku zachodniego przy wsparciu jednostek 101 i 100 Dywizji Lekkiej z północy i południa. W każdym batalionie dywizji powstawały grupy szturmowe, których podstawą były jednostki piechoty wzmocnione przez saperów, lekkie działa piechoty, motocykle wojskowe i pojazdy pancerne. Działania piechoty poprzedzone były intensywnym przygotowaniem artyleryjskim, przeprowadzonym przez ciężkie dywizjony artyleryjskie podległe armiom przy użyciu ciężkich moździerzy 211 mm i ciężkich haubic 150 mm. Do walk miejskich dywizjom piechoty przydzielono dywizjony dział pancernych StuG III, a ciężkie działa przeciwlotnicze 88 mm zastosowano jako broń przeciwpancerną.
W bezpośrednią obronę Charkowa zaangażowana była 216 Dywizja Piechoty, 57 Brygada Piechoty NKWD, charkowski pułk narodnogo opołczenija, samodzielne bataliony miejscowych wojsk strzeleckich oraz oddział przeciwpancerny. 57 Brygada Piechoty NKWD pod dowództwem płk. M. Sokołowa odznaczała się wysokim poziomem wyszkolenia bojowego i była dobrze wyposażona w broń automatyczną, pozostając najlepiej przygotowaną do walki jednostką wojskową ze wszystkich w garnizonie. 216 Dywizja Piechoty, pod dowództwem płk. D. Makszanowa, została utworzona na początku października z poborowych i żołnierzy jednostek tyłowych, nie miała w ogóle przeszkolenia bojowego, ale była dobrze uzbrojona. Charkowski pułk narodnogo opołczenija i bataliony  miejscowych wojsk strzeleckich składały się z lokalnych mieszkańców w różnych kategoriach wiekowych, zaciągniętych jako ochotnicy i miały niską skuteczność bojową, uzbrojone wyłącznie w karabiny. Samodzielny oddział przeciwpancerny obejmował 47 przestarzałych pojazdów opancerzonych (dwadzieścia pięć T-27, trzynaście T-16, pięć T-26 i cztery T-35). Łączna liczba żołnierzy garnizonu miasta Charkowa wynosiła 19 898 osób ze 120 działami i moździerzami.
Rankiem 23 października wojska niemieckie rozpoczęły rozpoznanie walką, w wyniku którego kilka godzin później okopały się w dzielnicach mieszkalnych regionu Nowa Bawaria na zachodnich obrzeżach Charkowa. W południe, po zakończeniu przygotowania artyleryjskiego, główne siły 57 Dywizji Piechoty rozpoczęły ofensywę. Maszerując powoli ulicą Swierdłowa i równoległymi do niej ulicami w kierunku dworca kolejowego, niemieckie grupy szturmowe pokonały ostry opór jednostek 216 Dywizji Piechoty. Wzdłuż całej ulicy barykady, rowy i pola minowe położone na każdym skrzyżowaniu utrudniały wrogowi posuwanie się naprzód. Wieczorem elementy 57 Dywizji Wehrmachtu dotarły do linii kolejowej w rejonie wiaduktu Chołodnogorskiego, który został częściowo zniszczony przez radzieckich inżynierów, ale piechota mogła wciąż poruszać się po ocalałej części. 100 Dywizja Lekka Wehrmachtu, zbliżająca się z południa, spotkała się z upartym oporem 57 Brygady Piechoty NKWD i nie odniosła wymiernego sukcesu. 101 Dywizja Lekka odniosła największy sukces pierwszego dnia bitwy o Charków, bo jej jednostki, po zajęciu obszaru Łysej Góry, były w stanie zdobyć Most Kuziński na północ od dworca i przekraczając linię kolejową udały się na zachodni brzeg rzeki Łopań. Próby niektórych niemieckich jednostek ominięcia miasta i wejścia do niego od północy autostradą biełgrorodzką zostały stłumione przez jednostki opołczeńców na liniach obronnych w Sokolnikach. W wyniku pierwszego dnia walki wojska niemieckie zdołały przejąć zachodnie regiony Charkowa i dotrzeć do linii kolejowej przecinającej miasto z północy na południe, a na niektórych odcinkach ją przekroczyć. W tych warunkach, obawiając się okrążenia, dowódca 216 Dywizji Piechoty postanowił wycofać swoje jednostki na wschodni brzeg Łopani, przechodząc na drugą linię obrony. Dowiedziawszy się o tym, dowództwo 38 Armii anulowało nakaz wycofania się i rozkazało następnego dnia kontratakować wroga z zachodniej części Charkowa. Jednak do tego czasu wojska radzieckie przekroczyły już rzekę, a saperzy zaczęli minować mosty. Ogólnie, podsumowując wyniki pierwszego dnia walk, można stwierdzić, że zorganizowana obrona miasta nie zadziałała. Bez odpowiedniego przeszkolenia bojowego jednostki radzieckie broniące Charkowa, zaraz po tym, jak wróg zdołał przedostać się na jego obrzeża, uległy panice i pośpiesznie wycofały się do centrum. Z powodu braku niezbędnej komunikacji i źle zorganizowanego współdziałania pomiędzy oddziałami i pododdziałami dowództwo prawie całkowicie utraciło kontrolę nad działaniami wojsk już w pierwszych godzinach walk o miasto.
Rankiem 24 października wojska niemieckie zajęły bloki mieszkalne pomiędzy linią kolejową a rzeką i dotarły do brzegu Łopani. Ponadto z powodu awarii detonatorów kilka mostów przez rzekę, w tym centralny Monst Łopański, wpadło w ręce Niemców nietknięte. Przez sześć godzin jeden z pułków 57 Dywizji Wehrmachtu, przy wsparciu artylerii, lotnictwa i dział szturmowych, próbował przejąć ten most i wyprzeć żołnierzy radzieckich z fortyfikacji na wzgórzu Uniwersyteckim. Inne elementy dywizji, które zdołały przejść przez rzekę na południe, dotarły w okolice stacji kolejowych Bałaszowka i Lewada oraz sąsiednich zakładów przemysłowych. Po przekroczeniu Łopani, oddziały 101 Dywizji Lekkiej ruszyły na ulicę Kłoczkowską i rozpoczęły ofensywę w różnych kierunkach: ulicą Kultury przez Park Gorkiego do fabryki samolotów; na zejściu Passinarii do Gospromu na centralnym placu Dzierżyńskiego i wzdłuż Kłoczkowskiej w kierunku centrum, wzdłuż rzeki Łopań. Na placu Dzierżyńskiego i przyległej ulicy Karla Liebknechta rozgrywały się zacięte walki, w czasie których część jednostek opołczeńców utrzymywała obronę pod naporem przeważających sił wroga przez ponad pięć godzin. Elementy 57 Brygady Piechoty NKWD, które po ustawieniu się w rejonie stacji Osnowa odpierały ataki 100 Dywizji Lekkiej Wehrmachtu, nadal broniły się uparcie. O 15:00 wojska niemieckie zajęły centralne regiony Charkowa, opór miał tam jedynie charakter ogniskowy i okazał się pochodzić od rozproszonych pojedynczych jednostek i oddziałów. Dowództwo 38 Armii było skłonne zdecydować o natychmiastowym wycofaniu się z Charkowa, ale zarządzenie dowództwa Frontu Południowo-Zachodniego nakazywało utrzymanie miasta do 25 października. Kontratak ze strony dowództwa obrony, obejmujący najnowsze rezerwy, doprowadził do kontrataku na Alei Stalina przy Placu Rudnewa, ale nie powiódł się. Wieczorem część jednostek Wehrmachtu dotarła na wschodnie obrzeża Charkowa, a resztki garnizonu, koncentrujące się na obszarze Saburowej Daczy, zaczęły przesuwać się na wschód. Rozkaz wycofania został wydany przez dowódcę 216 Dywizji Piechoty D. Makszanowa, który  jeszcze rano został zwolniony ze stanowiska rozkazem dowódcy armii, ale ponieważ kwatera główna dywizji nie miała kontaktu z dowództwem armii, ten ostatni nadal prowadził żołnierzy podczas walk o miasto. Nowemu dowódcy dywizji, kombrygowi Filippowi Żmaczence, udało się znaleźć i podporządkować sobie tylko dwa bataliony. Do 27 października dywizja był faktycznie dowodzona przez dwa ośrodki.

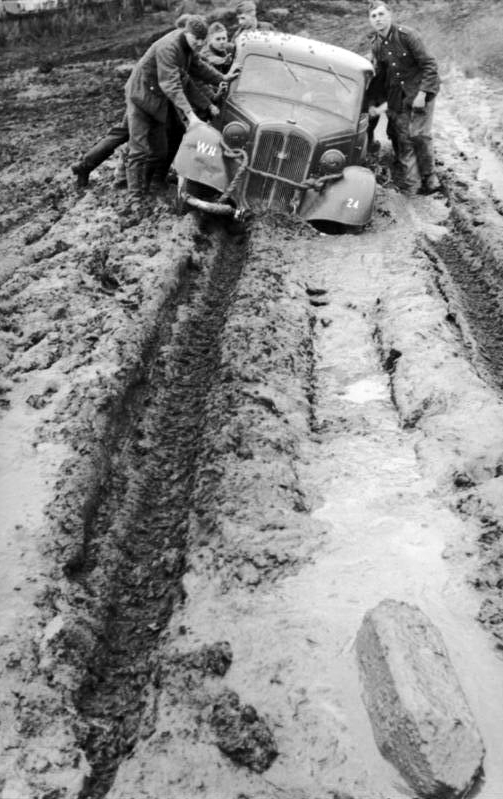
W październiku 1941 r. jednostki Wehrmachtu działały w warunkach rasputicy

W nocy 25 października dowódca sił garnizonowych gen. Iwan Marszałkow i kombryg Filipp Żmachenko ustawił na kilku możliwych trasach odwrotu wojsk oddziały zaporowe, których zadaniem było zatrzymanie wycofujących się bez rozkazu. Rankiem, zebranymi przez całą noc grupami bojowymi w sile do dwóch pułków, wojska radzieckie broniły się na terenie Charkowskiej Fabryki Traktorów i socgorodu ChTZ, położonych poza zwartymi zabudowaniami miasta, ale włączonych w jego granica administracyjnie. W ciągu dnia przeprowadzono niewielkie starcia z rozpoznaniem i zaawansowanymi jednostkami Wehrmachtu, gdy główne siły LV Korpusu Armijnego oczyściły miasto, wyeliminowały ostatnie ogniska oporu i przeprowadziły prace sapersko-inżynieryjne. Już pierwszego dnia okupacji 116 mieszkańców Charkowa zostało publicznie straconych. W nocy z 25 na 26 października ostatnie oddziały radzieckie wycofały się za Doniec.

### Stabilizacja linii frontu
Podczas gdy formacje 38 Armii walczyły na kierunku charkowskim, pozostałe armie Frontu Południowo-Zachodniego nadal się wycofywały. 24 października, przedzierając się przez obronę radzieckiej 21 Armii, elementy niemieckiego XXIX Korpusu Armijnego zdobyły Biełgorod. Odwrót wojsk radzieckich następował w wyjątkowo trudnych warunkach pogodowych. Ciągłe deszcze zniszczyły drogi, a żołnierze działali w warunkach rasputicy. Ponadto znaczna część sprzętu zaczęła stawać na drogach z powodu braku paliwa. Te same problemy miały niemieckie jednostki Grupy Armii Południe, które je ścigały. Dlatego główną opozycję wobec wycofujących się wojsk Frontu Południowo-Zachodniego stanowiły niemieckie siły powietrzne. Kwatera główna Grupy Armii Południe i dowództwo 6 Armii Wehrmachtu uznały zadania kampanii jesiennej za zrealizowane i planowały przejść do obrony w tym sektorze frontu. Już 27 października główne siły 40, 21 i 38 Armii oderwały się od wroga i nie miały z nim kontaktu. W walkach uczestniczyły już tylko formacje radzieckiej 6 Armii, utrzymując obronę wzdłuż rzeki Doniec. Pod koniec października siły niemieckie, wywierając niewielką presję, sforsowały rzekę i po utworzeniu kilku przyczółków na wschodnim brzegu przeszły do obrony. W tych warunkach dowództwo Frontu Południowo-Zachodniego postanowiło zatrzymać odwrót wojsk i przejść do obrony na odcinku Tim–Bałaklija–Izium i dalej wzdłuż rzeki Doniec do Jampola. Linia ta pozwoliła zapewnić nieprzerwane działanie linii kolejowej Kastornoje–Kupiańsk–Lisiczańsk. Ta konfiguracja linii frontu umożliwiła również prowadzenie przygotowań do dalszych operacji Armii Czerwonej w celu przyspieszenia wyzwolenia Charkowa.

## Rezultat i konsekwencje
Po zdobyciu Charkowa i Biełgorodu i wyjściu na linię rzeki Doniec 6 Armia i główne siły 17 Armii Grupy Armii Południe, po zakończeniu zadań kampanii jesiennej w 1941 r., przerwały aktywne operacje ofensywne i rozpoczęły defensywę. Operacje ofensywne w sektorze południowym zostały przeprowadzone przez 11 Armię gen. Ericha von Mansteina w celu zdobycia Krymu i 1 Grupy Pancernej gen. Ewalda von Kleista, posuwających się na Rostów nad Donem. Sowinformbiuro ogłosiło opuszczenie Charkowa dopiero wieczorem 29 października, podając kompletnie zmyśloną liczbę strat wroga: 120 000 zabitych i rannych, ponad 450 czołgów i ponad 200 dział. Odwrót z Charkowa wynikał ze względów strategicznych dowództwa radzieckiego. Nie nagłośniono faktu, że okupacja miasta ze wszystkimi wynikającymi z tego konsekwencjami pochłonęła życie ponad 460 000 mieszkańców.
Analizując przebieg działań wojennych, staje się oczywiste, że w pierwszej połowie października 1941 r. niemieckie dowództwo, planując i przeprowadzając operacje na lewobrzeżnej Ukrainie, nie dążyło do wyparcia oddziałów radzieckich, ale do objęcia zgrupowania Frontu Południowo-Zachodniego z późniejszą możliwością okrążenia drogą głębokich, penetrujących ataków. Ponieważ Wehrmacht całkowicie trzymał inicjatywę i miał pewną przewagę, radzieckie dowództwo stosowało strategię obronną, próbując przewidzieć działania wroga i wdrożyć środki zaradcze. Błędnie zakładając, że głównym celem Niemców jest region przemysłowy Charkowa, dowództwo kierunku południowo-zachodniego skoncentrowało tu swoje główne siły i nieliczne rezerwy, osłabiając jednocześnie Front Południowy. Po rozwoju ofensywy niemieckiej i pokonaniu sąsiednich frontów wojska Frontu Południowo-Zachodniego znalazły się w występie, a nieelastyczna obrona mogłaby doprowadzić do powtórzenia się kijowskiego kotła. W tych warunkach decyzja Stawki o opuszczeniu przemysłowego regionu Charkowa, części Donbasu i wycofaniu wojsk była jedyną słuszną decyzją. Co więcej, bezpośrednie zagrożenie dla Moskwy zmusiło przywódców radzieckich do przeniesienia rezerw z innych sektorów frontu radziecko-niemieckiego w tym kierunku. Tak więc korpus kawalerii i trzy dywizje piechoty zostały przeniesione z Frontu Południowo-Zachodniego w celu obrony Moskwy.

W drugiej połowie października 1941 r. wszystkie działania wojsk radzieckich, w tym bezpośrednia obrona Charkowa, były ściśle powiązane z harmonogramem wycofywania formacji Frontu Południowo-Zachodniego i przebiegiem działań ewakuacyjnych. W tym czasie w samym mieście nie było potrzeby konfrontacji militarnej, a tysiące cywilów zostało zagrożonych niepotrzebnie. W swoich wspomnieniach marsz. Iwan Bagramian, który był szefem wydziału operacyjnego kwatery głównej Frontu Południowo-Zachodniego w październiku 1941 r., pisał o bitwach w Charkowie jako „rozlew krwi wroga”. Jednak już 25 października 1941 r. podsumował rezultaty obrony Charkowa: 

Zdolności obronne Charkowa zostały wykorzystywane tylko w bardzo niewielkim stopniu. Bariery, budowle, barykady również zostały źle wykorzystane. (...) Dowództwo obrony Charkowa spanikowało i uciekło z miasta 24 października, tracąc kontrolę nad swoimi oddziałami. Straty wroga nie zostały zadane mu na tyle dotkliwie, na ile pozwalały dostępne możliwości. Punkty oporu broniły się słabo i nieudolnie

Przyjmując, że do końca października wojska Frontu Południowo-Zachodniego przeszły do solidnej obrony na liniach wyznaczonych przez Stawkę, a wróg nie wykazywał aktywności w tym sektorze, dowództwo radzieckie uznało wyniki obronnej operacji charkowskiej za ogólnie zadowalające.
Biorąc pod uwagę potencjał ludzki, przemysłowy i tranzytowy Charkowa, można stwierdzić, że było to największe miasto ZSRR okupowane przez Wehrmacht podczas wojny. Po zdobyciu miasta niemieckie dowództwo planowało natychmiastowe wykorzystanie możliwości przemysłowych i transportowych do własnych celów. Jednak po zbadaniu ponad 190 ważnych obiektów przemysłowych i transportowych niemieccy eksperci zauważyli ekstremalny stopień ich zniszczenia w wyniku operacji wojskowych, umyślnych uszkodzeń i ewakuacji sprzętu i personelu. Podejmując ogromne wysiłki w celu przywrócenia infrastruktury, niemiecka administracja osiągnęła pewien sukces: od maja 1942 r. Charków stał się główną bazą naprawczą i konserwacyjną dla Wehrmachtu w południowym sektorze frontu, gdzie remontowane były pojazdy opancerzone, samoloty, sprzęt kolejowy i inna broń. Możliwości Charkowa jako węzła komunikacyjnego zostały w pełni przywrócone na początku 1942 r., a następnie miasto, jako największe centrum komunikacyjne w regionie, odegrało kluczową rolę w planach niemieckiego dowództwa.
Radzieckie kierownictwo zdawało sobie również sprawę ze znaczenia Charkowa i poczyniło wielkie wysiłki na rzecz szybkiego powrotu „pierwszej stolicy” Ukrainy pod ich kontrolę. Zimą 1942 r. i wiosną 1943 r. wojska radzieckie przeprowadziły kilka dużych operacji strategicznych w celu odbicia Charkowa, z tzw. druga bitwą o Charków na czele. W wyniku ich niepowodzenia reputacja Charkowa jako „przeklętego miejsca dla Armii Czerwonej” utrwaliła się mocno w samym mieście. Charków został ostatecznie wyzwolony spod niemieckiej okupacji dopiero 23 sierpnia 1943 r. Do tego czasu, według różnych szacunków, populacja Charkowa została zredukowana do zaledwie 190–230 tys. osób (w porównaniu do ponad 900 tys. przed wojną).